# 曲阜站
曲阜站，位于中华人民共和国山东省曲阜市鲁城街道，是兖石铁路上的火车站，建于1981年，由济南铁路局管辖。

## 車站周邊
- 曲阜行知中专
- 鲁韵艺术学校
- 于庄社区居委会
- 曲阜市粮食局
- 齐鲁理工学院
- 中国农业银行曲阜旅游经济开发区分行
- 曲阜晟源大酒店
- 曲阜经济贸易职业中等专业学校

## 业务办理
客运办理旅客乘降，行李，包裹托运业务。货运办理整车货物发到业务。危险货运仅办理农药，化肥发到业务。

## 歷史
- 建于1981年。

## 外部連結
- 中国铁路客户服务中心 （页面存档备份，存于）